# Claude R. Blouin
 (novembre 2020).
 (novembre 2020).
- Si vous ne connaissez pas le sujet, laissez ce bandeau (vous pouvez alors contacter les auteurs).
- Si vous supprimez le contenu mis en cause (vous pouvez préalablement contacter les auteurs),

argumentez précisément cette suppression dans la page de discussion
(un manque de référence n'est pas un argument ; une recherche réelle de référence doit avoir été effectuée, être formellement documentée).
Claude R. Blouin, né le 30 janvier 1944 à Sorel-Tracy, est un essayiste et écrivain canadien francophone.

## Biographie
Claude R. Blouin termine son cours classique à l'Externat classique St-Viateur d'Outremont en 1963. Il obtient une licence classique en 1966 et un diplôme d'étude supérieure à l'Université de Montréal, avec un mémoire sur l'influence des Vies parallèles de Plutarque sur le premier livre des Essais de Montaigne en 1968. La même année, il suit deux cours à l'université Sophia à Tokyo où il se découvre une passion pour le cinéma et la culture du Japon. Il suit deux autres cours d'un an à la même université, dont l'un sur le théâtre classique, avec le professeur Frank Hoff.[réf. nécessaire]
En 1968, il enseigne au collège de Joliette d'abord la langue grecque ancienne et la civilisation grecque pendant un an, puis la langue et la littérature françaises et le cinéma. De 1988 à 1998, il n'enseignera que le cinéma. En parallèle, il crée et donne un cours de cinéma japonais à l'université de Montréal, de 1979 à 1987. 
Il est conférencier et occasionnellement chroniqueur de livres aux émissions Vie quotidienne et Littératures actuelles ou sur le site de connexion-Lanaudière. Il a écrit plus de cent-cinquante articles sur plus d'un millier de films japonais, plusieurs autres sur la pédagogie, le cinéma et le roman.
Claude R. Blouin collabore à Shomingeki (Allemagne), a aussi publié dans la Revue de la cinémathèque de Tokyo, et dans la revue Kinema Jumpo (années 80 : Japon), au Québec à 24 images, à Revue de la cinémathèque de Montréal, Séquences, Ciné-bulles, Écrits du Canada-français, Trajectoires, APLM, Combats, La Tribune juive, La parole métèque, Protée, La Presse.

## Œuvres
- 1972 : Via Kobayashi, essai sur la culture japonaise telle que réfléchie au cinéma, cegep de Joliette, 1972
- 1973 : Tout ça, cé dé mensonges, édition du socio, roman policier
- 1975 : Du Japon et d'ici, éd. Pleins bords
- 1979 : Le Dragon blessé (novella publiée avec La visiteuse de Donald Alarie), APLM
- 1982 : Le Chemin détourné, éd. HMH
- 1984 : Dire l'éphémère, éd. HMH
- 1985 : Les Instants dérobés (nouvelles), SNQ
- 1988 : Taire l’essentiel, éd. HMH
- 1992 : Un temps rêvé. Portrait du lecteur en cinéphile, éd HMH
- 1994 : Petite géométrie du cœur (nouvelles), Boréal
- 1997 : La Ville où fleurissent les images, éd. 400 coups
- 2003 : Carnets d’un curieux. Autour de quatre romancières japonaises, Trois
- 2006 : Ce qui n’est pas moi, Trois
- 2004 : La Confidente (roman), Du Murmure
- 2013 : Le Plaisir de relire, auto-édition
- 2010 : Un brin d'herbe (nouvelles), Le Murmure
- 2014 : Les Cueilleuses de bleuets (nouvelles), Mots en toile
- 2015 : Le cinéma japonais et la condition humaine, Pul
- 2016 : La Quatrième Pierre (nouvelles), Mots en toile
- 2017 : Les Vies parallèles d'un érudit de province (roman), Mots en toile
- 2019 : Irina Hrabal (roman), Mots en toile

## Honneurs
- 1985 : prix littéraire Marcel-Panneton
- 1994 : médaille Maximilien-Boucher[6] de la Société nationale des Québécois de Lanaudière[7] pour sa contribution à la vie culturelle dans Lanaudière.
- 1998 : prix Hommage pour sa contribution à la vie culturelle dans Lanaudière.
- 1998 : mention de l'association des enseignants et enseignantes du cegep pour sa contribution à la vie pédagogique.
- 1998 : mention du ministre de l'Éducation pour sa participation à la réalisation du document pédagogique Crime d'écriture.
- 2015 : intronisé au Temple de la Renommée (grands prix Desjardins) le 23 septembre 2015.